# 평택버스
평택버스는 경기도 평택시를 근거지로 하는 KD운송그룹 소속 버스 운수 회사로, 본사는 경기도 평택시 죽백동에 위치해 있다.

## 역사
2020년 2월 14일 설립되었으며 대원고속의 7007-1번 (단국대-여의도) 노선을 인수하였다.
2021년 3월 16일 평택버스로 법인명이 바뀌었고, 평택시 버스 업체가 되었다.

## 현황
2021년 1월 기준이다.
| 운행업체               | 보유 노선수 | 보유 노선수 | 보유 노선수 | 보유 노선수 | 보유 노선수 | 등록 대수 | 등록 대수 | 등록 대수 | 등록 대수 | 등록 대수 |
| ---------------------- | ----------- | ----------- | ----------- | ----------- | ----------- | --------- | --------- | --------- | --------- | --------- |
| 운행업체               | 노선 합계   | 광역급행    | 직행좌석    | 일반좌석    | 시내일반    | 대수 합계 | 광역급행  | 직행좌석  | 일반좌석  | 시내일반  |
| 평택버스 (평택시) (KD) | 2           | -           | 2           | -           | -           | 16        | -         | 16        | -         | -         |

## 운행 노선

### 직행좌석버스
- ● 4401번: 한경국립대학교 ↔ 대림동산 ↔ 매헌시민의숲 ↔ 양재역 ↔ 강남역
- ● 4402번: 동아방송대학교 ↔ 안성종합버스터미널 ↔ 매헌시민의숲역 ↔ 양재역 ↔ 강남역 (2024년 2월 29일 신설)
- ● 5503번: 안중버스터미널 ↔ 안중출장소 ↔ 한전서평택지사 ↔ 청북읍사무소 ↔ 의왕청계영업소 ↔ 사당역 (2025년 4월 1일 신설)
- ● 7007-1번: 단국대 ↔ 중앙공원 ↔ 미금역 ↔ 성남역 ↔ 남태령고개 ↔ 63빌딩 ↔ 여의도공원 ↔ 여의도 (이 노선은 대원고속으로부터 양수한 노선이다.)
- ● 6012번 : 나루마을.월드반도 ↔ 다은마을 ↔ 예당마을,롯데캐슬 ↔ <경부고속도로 경유> ↔ 금토천교 ↔ 판교역동편 (2025년 1월 13일 신설)
- ● 6800번 : 안중터미널 ↔ 안중출장소 ↔청북음사무소 ↔ 광교중앙역 ↔ 광교
- ● 6802번 : 삼성전자 ↔ 고덕자연앤자이 ↔ 송탄출장소 ↔ 진위역 ↔ 판교역,낙생육교, 현대백화점 ↔ 야탑역, 종합버스터미널 (2024년 3월 4일 노선신설)
- ● 8203번 : 안성종합터미널 ↔ 두원공과대학 ↔ 일죽터미널 ↔ 이천역 ↔ 제일은행, 이천터미널 (2023년 11월 13일 신설)
- ● 8204번 : 안성종합터미널 ↔ 한경국립대학교 ↔ 공도시외버스터미널 ↔ 범계역 (2025년 2월 17일 신설)

## 보유 차량

#### 자일대우버스
- 자일대우 FX116 하모니

#### 현대자동차
- 현대 유니버스 프라임 CNG
- 현대 쏠라티 (11인승)
- 수소 유니버스 FCEV